# 林春德
林春德（1947年7月5日—），台灣賽德克族德克達雅群，曾代表中國國民黨及親民黨任職台灣省議員及第四至六屆中華民國立法委員。從政期間曾涉賄選，後遭判刑。其妻黃仁鳳是山東人。其助理陳品仁被查獲涉及中共間諜案。因違反《公職人員選舉罷免法》第九十九條第一項對有投票權人交付賄賂罪，經臺灣高等法院花蓮分院及中華民國最高法院判決確定，處以有期徒刑四年六月，褫奪公權六年，中央選舉委員會依法及「各級選舉委員會核處政黨連坐受罰事件裁罰基準」裁罰推薦的政黨親民黨一百四十萬元罰鍰。

## 經歷
- 2002年7月22日，立委林春德率團前往中華人民共和國海南島參訪4日[3]。

- 2002年7月30日，再度率領台灣少數民族文化交流團一行58人前往海南島參訪4日[4][5]。

- 2002年11月21日，三度率團赴海南省參加台灣少數民族海南黎族省親活動，一行共90人[6]。

- 2003年6月25日至29日，接受海南省人民政府台灣事務辦公室招待，率團赴海南省參加「瓊台少數民族發展研討會」，一行20餘人[7]。

- 2003年8月3日，以台灣少數民族參訪團團長頭銜，率領75位台灣人抵達海南省保亭縣參訪，同行的還有中國國民黨立委廖國棟[8]。8月7日，結束海南行程，撘飛機前往北京。當天下午會見了國務院台灣事務辦公室主任陳雲林[9]。8月8日，會見全國政協主席賈慶林。隨後前往長城、故宮等古跡遊玩，並參觀奧運村 [10][11]。

- 2005年4月9日，以台灣少數民族文化交流團團長頭銜率領百餘位台灣人抵達海南島參訪，一行人包括林春德的夫人黃仁鳳女士、親民黨立委林正二、中國國民黨立委廖國棟、孔文吉及其夫人陳秋月、國民黨前立委華加志和林通宏，接受大陸官方邀宴[12]。

- 2005年5月26日，以親民黨立委身分參加中國國務院第四次「全國民族團結進步表彰大會」，費用全由大陸官方支付[13]。

- 2005年9月3日至9日，接受四川省人民政府台灣事務辦公室招待，參加「2005蜀文化之旅」，暢遊九寨溝風景區，同行的還有親民黨立委黃義交、中國國民黨資深黨團助理郭宇平等共73人[14]。

## 第七屆立委選舉賄選案
- 2008年2月1日，南投地檢署依違反選罷法起訴林春德，求處有期徒刑五年及併科罰金五百萬元[15]。

- 2008年2月25日，花蓮地檢署依違反選罷法起訴林春德，求處有期徒刑七年及併科罰金五百萬元[16]。

## 外部連結
- 臺灣省諮議會官網[]（繁體中文）
- 立法院 （页面存档备份，存于）（繁體中文）